# Хоспиталиери
Хоспиталиери (на френски: Ordre des Hospitaliers; на малтийски: Ordni ta’ San Ġwann), известни и като Йоанити, са членове на католически рицарски орден, наричан Малтийски орден, с официално име Суверенен военен орден на хоспиталиерите на Свети Йоан, от Йерусалим, Родос и Малта (Sovrano militare ordine ospedaliero di San Giovanni, di Gerusalemme, di Rodi e di Malta). Организацията им представлява католически военен орден, основан по време на Кръстоносните походи начело с брат Жерар през 1099 г., съществуващ и до днес. През различните периоди седалище на братството са били Йерусалим (църквата или болницата на Св. Йоан Кръстител), островите Родос и Малта, а сегашното седалище на ордена е в Рим.
Названието „хоспиталиери“ произлиза от латински: hospitale – гостоприемен; hospital – болница, лечебница. Най-ранното наименование на ордена е „Ordo militiae S. Johannis Baptistae hospitalis Hierosolimitani“. Орденът поддържа болници в Палестина и Европа. Орденът е официално признат от папите Паскал II и Евгений III съответно през 1113 и 1153 г.

## История

### Организация на ордена
До средата на XII век орденът се дели ясно на две основни братства – бойци и лечители. Статутът на закрилян от папата орден осигурява някои значителни предимства, сред които е спестяване на църковния данък-десятък и строеж на собствени религиозни сгради. Това е преценен разход от папската власт – скоро почти всички новопостроени от Хоспиталиери и Тамплиери крепости и селища в Светите земи се превръщат в бастион на Католицизма.
В апогея на могъществото на Йерусалимското кралство Братството на Свети Йоан контролира седем укрепени селища и 140 имения в целия регион. Най-големите бази на тяхната мощ в Кралството Йерусалим и в Антиохийското княжество са Карак, Крак де Шевалие и Маргат. Собствеността на ордена се разпределя на териториален принцип под контрола на приорати, подразделящи се на балии, разделящи се на свой ред на комендантства. Респектът към хоспиталиерите е толкова висок, че през 1185 г. императора на Свещената Римска Империя Фридрих Барбароса им поверява собствената си безопасност и охрана със специална официална грамота.
Орденът е реорганизиран през 1120 г. от Реймон дю Пюи и е силно милитаризиран. Неговите членове нямат право да се женят. Те трябва да дадат обет за послушание, скромност и целомъдрие и се задължават да се борят с оръжие в ръка срещу „враговете на кръста и християнската вяра“. В ордена се включват рицари, като привилегировано висше съсловие и основна бойна сила, както и братя-духовници. Последните не само се грижат за болните и бедните, но служат и като пехотинци при бойни действия. Освен това се назначават и много наемници от европейските страни. Начело на ордена стои избран от членовете му Велик магистър. Орденът е подчинен само на папата и получава от него различни специални права.
При военни действия рицарите и войниците на ордена носят върху ризниците си яркочервена риза с бял кръст. В мирно време те са облечени в черни дрехи с бял осмоъгълен кръст (наречен по-късно малтийски кръст) на гърдите.
Орденът успява да извоюва в Сирия суверенни права. След неговото прогонване от мамелюците в началото на XIV век, орденът завладява византийския остров Родос в Егейско море, където създава самостоятелна държава

### Рицарите от Родос
След падането на Йерусалим през 1187 г., хоспиталиерите са изолирани в Графство Триполи, а след падането на Акра през 1291 г. орденът търси подслон в Кипърското кралство.
С времето хоспиталиерите се намесват в кипърския политически живот, но без да получат особени дивиденти. Великия магистър на ордена Гийом де Виларе предлага план за добиване на собствена територия за ордена, като избора му се спира върху остров Родос. Наследникът му Фулк де Виларе реализира този план и през 1309 г. след двегодишни бойни действия островът е завладян от рицарите. Хоспиталиерите изграждат свои крепости и на редица съседни по-малки острови (Кос, Лерос, Калимнос, Нисирос, Сими, Алимия, Халки, Тилос и Кастелоризо) известни като Додеканези а също така и над някои анатолийски пристанища като Смирна и Бодрум.
Орденът на Тевтонските рицари първоначално е създаден по подобие и функция на хоспиталиерите-йоанити и произлиза от болница за ранените и болни немски рицари в Палестина, но по-късно се превръща в чисто военен орден.

### Рицарите от Малта
През 1522 г. турците, водени от султан Сюлейман I Кануни (наречен по-късно „Великолепни“), прогонват рицарите на ордена на Св. Йоан от Родос. Те се преселват през 1530 г. на остров Малта, който им е предоставен от Карл V, император на Свещената Римска империя и крал на Испания и Сицилия. Затова по-късно орденът става известен като Малтийски орден.
Рицарите на ордена не са особено възхитени от императорския дар, тъй като новата им държава е многократно по-малка от дотогавашните им владения в Близкия изток. Малта е малък каменист остров между Сицилия и Африка с дължина 22,5 км и ширина 13 км. Почвата не е плодородна, няма дървета и липсва вода. Но недостатъците на Малта се компенсират от две големи предимства. Едното е благоприятното стратегическо разположение на острова в Средиземно море, а заливът, наречен Голямото пристанище, се оказва идеален като база на флота на ордена. Рицарите отказват да се настанят в укрепения град Мдина в средата на острова, тъй като искат да бъдат близо до морето. Те харесват Голямото пристанище, където на един полуостров има малък форт. Те започват веднага да строят край него новите селища Биргу и Сенглеа и около тях изграждат солидни укрепления – високи стени с кули и бастиони.
Рицарите бързо се нагаждат към новите условия. Те са ограничени на един малък остров и трябва да организират живота си по съвсем друг начин от този, на който са свикнали в просторните земи на Близкия изток. Те трябва да се научат да строят кораби и да станат мореплаватели. Постигат всичко това в много кратки срокове. Скоро откриват и предимствата на пиратството. През следващите два века техните галери се превръщат в страшилища за мореплаването и крайбрежните райони на средиземноморските мюсюлмански държави. Малта скоро се превръща в център на търговията с роби в Средиземно море.
Много млади благородници идват от европейските страни в Малта, за да се учат в школите на рицарите (в Малта е основан един от първите университети в Западна Европа). Това са обикновено по-малките синове на благородниците, които нямат право да наследяват имотите на бащите си, а получават само компенсация в пари (имотите са били неделими и се наследяват само от най-големия син). Младежите могат да бъдат произведени рицари, след като навършат 21 години и са служили три години на галерите. А тази служба се оказва много ефективна. Галерите се връщат обикновено с богата плячка и много роби. Една част от робите се използва като работна сила на строежите и като гребци на галерите, а другата се продава. Но рицарите и техните галери започват да дразнят турците, които дотогава са господствали в Средиземно море. Затова султан Сюлейман I решава да завладее Малта и след това да използва острова като трамплин за поход срещу Средна Европа през Италия. Той подготвя османска армия от близо 30 000 души, които да бъдат пренесени на Малта от около 200 кораба. На корабите има и доста българи, които са войнугани – нямат право да се бият, но помагат в обоза и при сраженията. Тази армия слиза на малтийския бряг на 18 май 1565 г. Великият магистър на ордена Жан дьо ла Валет разполага с малко повече от 7000 бойци, от които 600 са тежко въоръжени рицари. През следващите месеци турците извършват много нападения по суша и вода срещу крепостите, но рицарите се защитават яростно и успяват да ги отблъснат.
В началото на септември положението на ордена е критично, тъй като загубите му вече възлизат на около 6000 души. Загубите на местното малтийско население са 7000 души. Но и положението на турската армия се влошава. Тя не успява да завладее острова за кратко време, както е било планирано, и да задоволи жаждата за плячка на войските. Болестите и недостатъчното снабдяване с храни подкопават дисциплината. На 8 септември на острова слизат 10 000 испански пехотинци, превозени от 28 кораба. Тогава започва евакуацията на турските войски. Загубите им възлизат на около 20 000 души убити и повече от 3000 души са тежко болни. 40 галери трябва да бъдат изгорени, защото няма достатъчно персонал, който да ги обслужва. С това се слага край на „голямата обсада“ на Малта. Турската армия претърпява тежко поражение, което някои автори наричат „турския Сталинград“. То слага край на господството на турците над западното Средиземноморие. Обсадата на Малта е отразена в българските народни песни.
В Европа честват малтийските рицари като спасители. Те получават от европейските монарси големи парични средства, които използват за строежа на грандиозни укрепления. Малта става най-голямата крепост в Средиземно море.

### Упадък на ордена
Сраженията между малтийските рицари и турците продължават до средата на XVIII век, когато последните се превръщат във второстепенна сила. С неутрализирането на традиционния му враг и с отпадането в резултат на това на оправданието за неговото съществуване започва ерата на упадък и на рицарския орден. Начинът на живот на рицарите се превръща в безделие в обстановка на богатство и комфорт. Ежедневието им се запълва с пиянство, хазарт и сексуална разпуснатост. Всичко това е далеч от принципите, на които е бил изграден ордена. Името на столицата Валета се превръща в срамна дума поради свободните нрави в този град и тамошните леснодостъпни жени. Разкошът и луксът, в който рицарите живеят, обслужвани от многобройни роби, подкопават техния боен дух. В края на XVIII век орденът започва да губи много пари, защото пиратството и търговията с роби постепенно замират. А по време на Френската революция цялото му имущество във Франция е конфискувано.
В отчаян опит да укрепи позициите си орденът произвежда през 1798 г. руския цар Павел I в рицар и го обявява за протектор на острова. Започват преговори с руснаците, които силно желаят да имат флотска база в Средиземно море, но французите не могат да търпят това. Те изпращат една армия под командването на генерал Наполеон Бонапарт, която през юни 1798 г. слиза на Малта. Великият магистър Фердинанд фон Хомпеш предава острова без бой. Френските войски окупират острова и с това се слага край на владичеството на ордена на Малта. Рицарите са прогонени и богатствата им са конфискувани. Фон Хомпеш бяга в Санкт Петербург, но не е приет като беглец, а като предател, защото е трябвало да защитава острова до последната капка кръв. Той е свален от поста му и император Павел I се обявява за Велик магистър на ордена. Когато две години по-късно англичаните завладяват „неговия“ остров, императорът е обиден и през октомври 1800 г. прекъсва дипломатическите и търговските отношения с Англия. Но той е убит при държавния преврат, извършен през март 1801 г., и с това се слага край на отношенията между Русия и рицарския орден (в днешна Русия орденът има клон с традиции).

### Орденът днес
Рицарският орден на Св. Йоан съществува и днес със седалище в Рим, но той се е превърнал в една хуманитарна църковна организация, която управлява много болници в различни страни и има представителства в множество държави. И днес той има суверенни права.
Орденът е признат официално и поддържа дипломатически отношения със 103 държави включително България. Има право да сече монети, да издава паспорти и пощенски марки, регистрационни табели, има свой официален химн, герб и флаг. Посветените рицари са 12 500.
Дипломатическите отношения с България са установени на 22 юни 1994 г. Българският посланик връчва акредитивните си писма на 1 март 1995 г., а посланикът на Ордена в България – на 26 юли 1997 г. Посолството на Ордена се намира в София, булевард „Васил Левски“ № 92. Посланикът на Ордена за България е Негово превъзходителство Камило Дзуколи, а посланик на България за ордена е Негово превъзходителство Кирил Топалов.

## Велики магистри на ордена
- Жерар Том (The Blessed Gerard) (1099 – 1120)
- Реймон дю Пюи (Raymond du Puy de Provence) (1120 – 1160)
- Оже дьо Балбен (Auger de Balben) (1160 – 1163)
- Арно дьо Компс (Arnaud de Comps) (1162 – 1163)
- Жилбер д'Есаи (Gilbert d'Aissailly) (1163 – 1170)
- Гастон дьо Мюрол (Gastone de Murols) (око 1170 – 1172)
- Жобер дьо Сири (Gilbert of Syria) (1172 – 1177)
- Роже дьо Мулен (Roger de Moulins) (1177 – 1187)
- Ермонгард д'Асп (Hermangard d'Asp) (1187 – 1190)
- Гарние дьо Наблус (Garnier de Naplous) (1190 – 1192)
- Жофроа дьо Донжон (Geoffroy de Donjon) (1193 – 1202)
- Алфонс Португалски (Alfonse of Portugal) (1203 – 1206)
- Жофроа льо Рат (Geoffrey le Rat) (1206 – 1207)
- Герин дьо Монтаг (Guerin de Montaigu) (1207 – 1228)
- Бертран дьо Теси (Bertrand de Thessy) (1228 – 1231)
- Гуерин дьо Монтаг (Guerin de Montaigu) (1231 – 1236)
- Бертран дьо Комп (Bertrand de Comps) (1236 – 1240)
- Пиер дьо Виел-Брид (Pierre de Vielle-Bride) (1240 – 1242)
- Гийом дьо Шатоньоф (Guillaume de Chateauneuf) (1242 – 1258)
- Юг дьо Ревел (Hugues de Revel) (1258 – 1277)
- Никола Лорн (Nicolas Lorgne) (1277 – 1284)
- Жан дьо Вилие (Jean de Villiers) (1284 – 1294)
- Одон дьо Пин (Odon de Pins) (1294 – 1296)
- Жилом дьо Вилар (Guillaume de Villaret) (1296 – 1305)
- Фулк дьо Вилар (Foulques de Villaret) (1305 – 1319)
- Елион дьо Вилньов (Helion de Villeneuve) (1319 – 1346)
- Диедоне дьо Гозо (Dieudonné de Gozon) (1346 – 1353)
- Пиер дьо Корнейан (Pierre de Corneillan) (1353 – 1355)
- Роже дьо Пин (Roger de Pins) (1355 – 1365)
- Рамон Беренже (Raymond Berenger) (1365 – 1374)
- Робер Жюлиак (Robert de Juliac) (1374 – 1376)
- Хуан Фернандес де Ередия (Juan Fernández de Heredia) (1376 – 1396)
  - Рикардо Карачиоло (Riccardo Caracciolo) (1383 – 1395) конкурентен велик магистър
- Филибер дьо Наяк (Philibert de Naillac)(1396 – 1421)
- Антонио Флувиан де Ривие (Antonio Fluvian de Riviere) (1421 – 1437)
- Жан дьо Ластик (Jean de Lastic) (1437 – 1454)
- Жак дьо Мили (Jacques de Milly) (1454 – 1461)
- Пиеро Раймондо Цакоста (Piero Raimondo Zacosta) (1461 – 1467)
- Джовани Батиста Орсини (Giovanni Battista Orsini) (1467 – 1476)
- Пиер Добисон (Pierre d'Aubusson) (1476 – 1503)
- Емери Дамбоаз (Emery d'Amboise) (1503 – 1512)
- Ги дьо Бланшфор (Guy de Blanchefort) (1512 – 1513)
- Фабрицио дел Карето (Fabrizio del Carretto) (1513 – 1521)
- Филип Вилиер дьо Лил-Адам (Philippe Villiers de L'Isle-Adam) (1521 – 1534)
- Пиеро де Понте (Piero de Ponte) (1534 – 1535)
- Дидие дьо Сен-Жел (Didier de Saint-Jaille) (1535 – 1536)
- Хуан де Омедес и Коскон (Juan de Homedes y Coscon) (1536 – 1553)
- Клод дьо ла Сенгле (Claude de la Sengle) 1553 – 1557)
- Жан дьо ла Валет (Jean de la Vallette) (1557 – 1568)
- Пиер дьо Мон (Pierre de Monte) (1568 – 1572)
- Жан дьо ла Касиер (Jean de la Cassiere) (1572 – 1581)
- Иги Лубен де Вердал (Hugues Loubenx de Verdalle) (1581 – 1595)
- Мартин Гарзе (Martin Garzez) (1595 – 1601)
- Алоф дьо Винякур (Alof de Wignacourt) (1601 – 1622)
- Луис Мендес де Васконсельос (Luís Mendes de Vasconcellos) (1622 – 1623)
- Антоан дьо Пол (Antoine de Paule) (1623 – 1636)
- Хуан де Ласкарис-Кастелар (Juan de Lascaris-Castellar) (1636 – 1657)
- Антоан дьо Редин (Antoine de Redin) (1657 – 1660)
- Анет дьо Клермон-Жесан (Annet de Clermont-Gessant) (1660)
- Рафаел Котоне (Raphael Cotoner) (1660 – 1663)
- Никола Котоне (Nicolas Cotoner) (1663 – 1680)
- Грегорио Карафа (Gregorio Carafa) (1680 – 1690)
- Адриен дьо Винякур (Adrien de Wignacourt) (1690 – 1697)
- Рамон Перелос и Рокафул (Ramon Perellos y Roccaful) (1697 – 1720)
- Марк Антонио Цондадари (Marc'Antonio Zondadari) (1720 – 1722)
- Антонио Маноел де Вилена (Antonio Manoel de Vilhena) (1722 – 1736)
- Ремон Деспуй (Raymond Despuig) (1736 – 1741)
- Мануел Пинто де Фонсека (Manuel Pinto de Fonseca) (1741 – 1773)
- Франсиско Ксименес де Тексада (Francisco Ximenes de Texada) (1773 – 1775)
- Емануел де Роан-Полдик (Emmanuel de Rohan-Polduc) (1775 – 1797)
- Фердинанд фон Хомпеш цу Болхайм (Ferdinand von Hompesch zu Bolheim) (1797 – 1799)
- Павел I Петрович (1798 – 1801) де факто
- Николай Салтиков (1801 – 1803) де факто
- Джовани Батиста Томази (Giovanni Battista Tommasi) (1803 – 1805)
  - Инико Мария Гевара-Суардо (Innico Maria Guevara-Suardo) (1805 – 1814) заместник
  - Андре ди Джовани (André Di Giovanni) (1814 – 1821) заместник
  - Антоан Буска (Antoine Busca) (1821 – 1834) заместник
  - Карло Кандида (Carlo Candida) (1834 – 1845) заместник
  - Филипе ди Колоредо-Мелс (Philippe di Colloredo-Mels) (1845 – 1864) заместник
  - Алесандро Борджия (Alessandro Borgia) (1865 – 1871) заместник
  - Джовани Батиста Чески а Санта Кроче (Giovanni Battista Ceschi a Santa Croce) (1871 – 1879) заместник
- Джовани Батиста Чески а Санта Кроче (Giovanni Battista Ceschi a Santa Croce) (1879 – 1905)
- Галеацо фон Тун унд Хоенщайн (Galeazzo von Thun und Hohenstein) (1905 – 1931)
- Людовико Чиги Албани дела Ровере (Ludovico Chigi Albani della Rovere) (1931 – 1951)
- Анджело ди Колоня (Angelo de Mojana di Cologna) (1962 – 1988)
- Андрю Берти ({Andrew Bertie) (1988 – 2008)
- Матю Фестинг (Matthew Festing) (2008-)

## Спорен статут
По отношение на статута на Малтийския орден има различни мнения. Според някои Малтийският орден е най-малката държава на света, като държавната ѝ територия е с площ 0,06 км2 – на централната сграда на ордена в Рим, а освен това приема и изпраща дипломатически посланици. Надделява обаче мнението, че Малтийският орден е субект без държавност, тъй като не са налице важни признаци на държавата – няма суверенна територия, не е признат за държава от другите държави и от ООН (няма код на ООН за страна по ISO 3166 – нито за държава, нито за зависима територия). Обаче за разлика от други непризнати държави, Малтийският орден има официален статут на наблюдател към ООН.